# Klerken

Klerken é uma vila e deelgemeente do município belga de Houthulst. Existe nesta localidade, um restaurante de culinária francesa t Rozenhof.  Klerken remonta pelo menos a 1653, porque ainda registos desse ano.  Contudo o nome foi pela vez mencionado numa carta de  Arnulphus a Elder datada de 961. Em 2006, tinha 1.825 habitantes e uma superfície de 7,44 km².

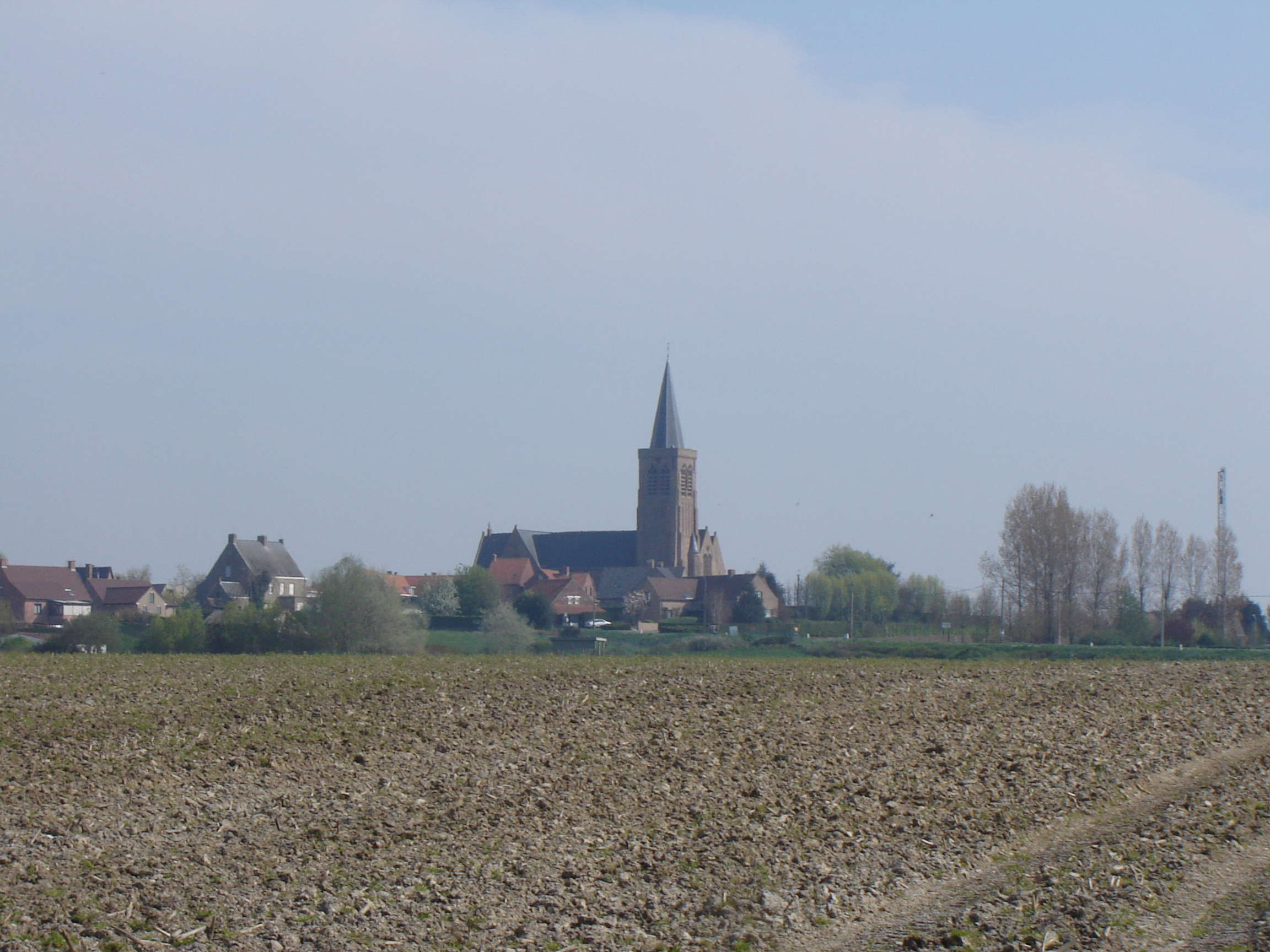
Vista de Klerken e da igreja de São Lourenço.